# لیره ترک
لیره ترکیه (نشان: با کد ایزو ۴۲۱۷ TRY) (به ترکی استانبولی: Türk lirası) یکای پول کشورهای ترکیه و جمهوری ترک قبرس شمالی است. لیره ترک همچنین یکای پول غیررسمی دولت نجات سوریه و دولت موقت سوریه است. یکای زیرین لیره کروش است. هر صد کروش مساوی یک لیره است. چاپ پول در ترکیه بر عهدۂ بانک مرکزی ترکیه می‌باشد.

## تاریخچه
برای اولین بار لیره به دستور عبدالمجید یکم در پنجم ژانویه ۱۸۴۳ با نام لیره عثمانی چاپ شد. پیش از چاپ اسکناس در دولت عثمانی، سکه‌های عثمانی لیره زرد نامیده می‌شدند.
پس از برپایی جمهوری به دلیل نبود بانک مرکزی در ترکیه، اسکناس‌های لیره توسط شرکت دی لا رو در بریتانیا به چاپ می‌رسید. نوشته‌های نخستین اسکناس‌ها به زبان‌های ترکی عثمانی و فرانسوی نوشته شده بودند.
به رغم تغییر الفبای زبان ترکی استانبولی در سال ۱۹۲۸ به دلیل هزینه سنگین الفبای جدید برای نخستین بار بر روی اسکناس‌های چاپ سال ۱۹۳۷ نقش بست.
تاکنون بر روی پولبرگ‌های لیره فقط نگاره‌های آتاترک و عصمت اینونو نقش بسته‌اند؛ عصمت اینونو، ۱۷ سال نخست‌وزیر و بین سال‌های ۱۹۳۸ تا ۱۹۵۰ به مدت ۱۲ سال رئیس‌جمهور ترکیه بود. البته بر پشت اسکناس‌های برخی نسخه‌ها نگاره‌های کسانی چون سلطان محمد فاتح، یونس امره، محمد عاکف ارسوی و جاهد آرف نیز نقش بسته‌اند.

## نماد
نماد کنونی لیره در سال ۲۰۱۲ و طی مسابقه‌ای کشوری توسط بانک مرکزی جمهوری ترکیه انتخاب شد. طراح این نماد، تولای لاله (به ترکی استانبولی: Tülay Lale) نام دارد.
همچنین شباهت این نماد با نماد درام ارمنستان مورد توجه و انتقاد قرار گرفت. طراح نماد درام ارمنستان نیز به این شباهت واکنش نشان داد.

## اسکناس‌ها

### نسخه یکم
| نسخه اول (سریE۱) سال ۱۹۲۷            | نسخه اول (سریE۱) سال ۱۹۲۷ | نسخه اول (سریE۱) سال ۱۹۲۷ | نسخه اول (سریE۱) سال ۱۹۲۷ | نسخه اول (سریE۱) سال ۱۹۲۷ | نسخه اول (سریE۱) سال ۱۹۲۷                                             | نسخه اول (سریE۱) سال ۱۹۲۷ | نسخه اول (سریE۱) سال ۱۹۲۷ |
| تصویر                                | تصویر                     | ارزش                      | ابعاد                     | رنگ اصلی                  | شرح                                                                   | شرح                       | شرح                       |
| رو                                   | پشت                       | ارزش                      | ابعاد                     | رنگ اصلی                  | رو                                                                    | پشت                       |                           |
| ------------------------------------ | ------------------------- | ------------------------- | ------------------------- | ------------------------- | --------------------------------------------------------------------- | ------------------------- | ------------------------- |
|                                      |                           | ₺۱                        | ۹۰ × ۱۶۶ mm               | سبز زیتونی                | ساختمان مجلس، قلعه آنکارا، یک روستایی در حال کار بر سر زمین با گاوآهن | ساختمان سابق نخست‌وزیری    |                           |
|                                      |                           | ₺۵                        | ۹۴ × ۱۷۰ mm               | آبی تیره                  | قلعه آنکارا و ساختمان مجلس، یک بزقورت                                 | آک کپرو                   |                           |
|                                      |                           | ₺۱۰                       | ۹۹ × ۱۷۵ mm               | ارغوانی روشن              | قلعه آنکارا و تصویر یک بزقورت                                         | نمایی از قلعه آنکارا      |                           |
|                                      |                           | ₺۵۰                       | ۱۰۸ × ۱۸۵ mm              | قهوه‌ای و سبز زیتونی       | موتیفی در وسط و تصویری از آتاترک در راست                              | نمایی از شهر افیون‌قره‌حصار |                           |
|                                      |                           | ₺۱۰۰                      | ۱۱۲ × ۱۸۹ mm              | سبز زیتونی                | پرتره مصطفی کمال آتاترک                                               | تصویری از یک روستا        |                           |
|                                      |                           | ₺۵۰۰                      | ۱۲۰ × ۱۹۴ mm              | قهوه‌ای و زرد              | در سمت چپ گوک‌مدرسه سیواس و در سمت راست پرتره آتاترک                   | نمایی از شهر سیواس        |                           |
|                                      |                           | ₺۱,۰۰۰                    | ۱۲۴ × ۲۰۱ mm              | آبی تیره                  | پرتره آتاترک                                                          | خط راه‌آهن سقاریه          |                           |
| منابع: TCMB - Turkish Banknotes.info |                           |                           |                           |                           |                                                                       |                           |                           |

### نسخه دوم
| سری دوم (سری E۲) (۱۹۳۷ - ۱۹۴۲)       | سری دوم (سری E۲) (۱۹۳۷ - ۱۹۴۲) | سری دوم (سری E۲) (۱۹۳۷ - ۱۹۴۲) | سری دوم (سری E۲) (۱۹۳۷ - ۱۹۴۲) | سری دوم (سری E۲) (۱۹۳۷ - ۱۹۴۲)       | سری دوم (سری E۲) (۱۹۳۷ - ۱۹۴۲) | سری دوم (سری E۲) (۱۹۳۷ - ۱۹۴۲)        | سری دوم (سری E۲) (۱۹۳۷ - ۱۹۴۲) | سری دوم (سری E۲) (۱۹۳۷ - ۱۹۴۲) | سری دوم (سری E۲) (۱۹۳۷ - ۱۹۴۲) |
| نگاره                                | نگاره                          | ارزش                           | ابعاد                          | رنگ اصلی                             | شرح                            | شرح                                   | تاریخ                          | تاریخ                          |                                |
| رو                                   | پشت                            | ارزش                           | ابعاد                          | رنگ اصلی                             | رو                             | پشت                                   | آغاز چاپ                       | پایان چاپ                      |                                |
| ------------------------------------ | ------------------------------ | ------------------------------ | ------------------------------ | ------------------------------------ | ------------------------------ | ------------------------------------- | ------------------------------ | ------------------------------ | ------------------------------ |
|                                      |                                | kr۵۰                           | ۵۵ × ۱۲۵ mm                    | رو: زرد و سبز روشن پشت: سبز و قهوه‌ای | تصویر عصمت اینونو              | ساختمان پیشین بانک مرکزی جمهوری ترکیه | ۲۶ ژوئن ۱۹۴۴                   | ۱ اوت ۱۹۴۷                     |                                |
|                                      |                                | ₺۱                             | ۶۰ × ۱۳۵ mm                    | رنگ ارغوانی                          | تصویر عصمت اینونو              | نمایی از تنگه بسفر                    | ۲۵ آوریل ۱۹۴۲                  | ۱ اوت ۱۹۴۷                     |                                |
|                                      |                                | ₺۲٫۵                           | ۶۵ × ۱۴۵ mm                    | رنگ سبز زیتونی روشن                  | تصویر مصطفی کمال آتاترک        | بنای یادبود پیروزی (آنکارا)           | ۲۵ آوریل ۱۹۳۹                  | ۱۵ ژوئیه ۱۹۵۲                  |                                |
|                                      |                                | ₺۵                             | ۷۰ × ۱۵۵ mm                    | رو: آبی پشت: سبز                     | تصویر مصطفی کمال آتاترک        | یادمان امنیت                          | ۱۵ اکتبر ۱۹۳۷                  | ۱۰ نوامبر ۱۹۵۲                 |                                |
|                                      |                                | ₺۱۰                            | ۷۵ × ۱۶۵ mm                    | کرم                                  | تصویر مصطفی کمال آتاترک        | نمایی از قلعه آنکارا                  | ۱۶ مه ۱۹۳۸                     | ۲ ژوئن ۱۹۵۲                    |                                |
|                                      |                                | ₺۵۰                            | ۸۰ × ۱۷۵ mm                    | بنفش                                 | تصویر مصطفی کمال آتاترک        | بزهای آنکارا                          | ۱ آوریل ۱۹۳۸                   | ۲ ژوئن ۱۹۵۲                    |                                |
|                                      |                                | ₺۱۰۰                           | ۸۵ × ۱۸۵ mm                    | قهوه‌ای تیره                          | تصویر مصطفی کمال آتاترک        | نمایی از داردانل                      | ۱ مارس ۱۹۳۸                    | ۱۵ اکتبر ۱۹۴۲                  |                                |
|                                      |                                | ₺۵۰۰                           | ۹۰ × ۱۹۵ mm                    | رنگ سبز زیتونی روشن                  | تصویر مصطفی کمال آتاترک        | نمایی از روملی حصار                   | ۱۵ ژوئن ۱۹۳۹                   | ۲۴ آوریل ۱۹۴۶                  |                                |
|                                      |                                | ₺۵۰۰                           | ۹۰ × ۱۹۵ mm                    | رنگ سبز زیتونی روشن                  | تصویر عصمت اینونو              | نمایی از روملی حصار                   | ۱۸ نوامبر ۱۹۴۰                 | ۲۴ آوریل ۱۹۴۶                  |                                |
|                                      |                                | ₺۱,۰۰۰                         | ۹۵ × ۲۰۵ mm                    | رنگ ابی مایل به خاکستری              | تصویر مصطفی کمال آتاترک        | یادمان امنیت                          | ۱۵ ژوئن ۱۹۳۹                   | ۲۴ آوریل ۱۹۴۶                  |                                |
|                                      |                                | ₺۱,۰۰۰                         | ۹۵ × ۲۰۵ mm                    | رنگ ابی مایل به خاکستری              | تصویر عصمت اینونو              | یادمان امنیت                          | ۱۸ نوامبر ۱۹۴۰                 | ۲۴ آوریل ۱۹۴۶                  |                                |
| منابع: TCMB - Turkish Banknotes.info |                                |                                |                                |                                      |                                |                                       |                                |                                |                                |

### نسخه سوم
| نسخه سوم (سری E۳) (۱۹۴۲ - ۱۹۴۷)      | نسخه سوم (سری E۳) (۱۹۴۲ - ۱۹۴۷) | نسخه سوم (سری E۳) (۱۹۴۲ - ۱۹۴۷) | نسخه سوم (سری E۳) (۱۹۴۲ - ۱۹۴۷) | نسخه سوم (سری E۳) (۱۹۴۲ - ۱۹۴۷)          | نسخه سوم (سری E۳) (۱۹۴۲ - ۱۹۴۷) | نسخه سوم (سری E۳) (۱۹۴۲ - ۱۹۴۷)   | نسخه سوم (سری E۳) (۱۹۴۲ - ۱۹۴۷) | نسخه سوم (سری E۳) (۱۹۴۲ - ۱۹۴۷) | نسخه سوم (سری E۳) (۱۹۴۲ - ۱۹۴۷) |
| نگاره                                | نگاره                           | ارزش                            | ابعاد                           | رنگ اصلی                                 | شرح                             | شرح                               | تاریخ                           | تاریخ                           |                                 |
| رو                                   | پشت                             | ارزش                            | ابعاد                           | رنگ اصلی                                 | رو                              | پشت                               | آغاز چاپ                        | پایان چاپ                       |                                 |
| ------------------------------------ | ------------------------------- | ------------------------------- | ------------------------------- | ---------------------------------------- | ------------------------------- | --------------------------------- | ------------------------------- | ------------------------------- | ------------------------------- |
|                                      |                                 | ₺۲٫۵                            | ۶۵ × ۱۴۵ mm                     | ارغوانی روشن و قهوه‌ای                    | پرتره عصمت اینونو               | خانه ملت آنکارا                   | ۲۷ مارس ۱۹۴۷                    | ۱۵ ژوئیه ۱۹۵۲                   |                                 |
|                                      |                                 | ₺۱۰                             | ۶۵ × ۱۵۵ mm                     | نارنجی و کرم                             | پرتره عصمت اینونو               | سه زن روستایی ترک با لباس‌های محلی | ۱۵ ژانویه ۱۹۴۲                  | ۱ آوریل ۱۹۵۰                    |                                 |
|                                      |                                 | ₺۵۰                             | ۸۰ × ۱۷۵ mm                     | رو: ارغوانی روشن و سبز پشت: ارغوانی روشن | پرتره عصمت اینونو               | بزهای آنکارا                      | ۲۵ آوریل ۱۹۴۲                   | ۱ دسامبر ۱۹۵۱                   |                                 |
|                                      |                                 | ₺۱۰۰                            | ۷۵ × ۱۷۵ mm                     | قهوه‌ای                                   | پرتره عصمت اینونو               | دختری با خوشه‌ای انگور در دست      | ۱۵ اوت ۱۹۴۲                     | ۲۵ آوریل ۱۹۴۶                   |                                 |
|                                      |                                 | ₺۵۰۰                            | ۸۵ × ۱۸۵ mm                     | سبز زیتونی                               | پرتره عصمت اینونو               | دانش‌آموزان هنرستان آنکارا         | ۲۴ آوریل ۱۹۴۶                   | ۱۵ آوریل ۱۹۵۳                   |                                 |
|                                      |                                 | ₺۱,۰۰۰                          | ۹۵ × ۱۹۵ mm                     | آبی                                      | پرتره عصمت اینونو               | پیشاهنگان                         | ۲۴ آوریل ۱۹۴۶                   | ۱۵ آوریل ۱۹۵۳                   |                                 |
| منابع: TCMB - Turkish Banknotes.info |                                 |                                 |                                 |                                          |                                 |                                   |                                 |                                 |                                 |

### نسخه چهارم
| نسخه چهارم (سری E۴) (۱۹۴۷ - ۱۹۴۸)    | نسخه چهارم (سری E۴) (۱۹۴۷ - ۱۹۴۸) | نسخه چهارم (سری E۴) (۱۹۴۷ - ۱۹۴۸) | نسخه چهارم (سری E۴) (۱۹۴۷ - ۱۹۴۸) | نسخه چهارم (سری E۴) (۱۹۴۷ - ۱۹۴۸) | نسخه چهارم (سری E۴) (۱۹۴۷ - ۱۹۴۸) | نسخه چهارم (سری E۴) (۱۹۴۷ - ۱۹۴۸) | نسخه چهارم (سری E۴) (۱۹۴۷ - ۱۹۴۸) | نسخه چهارم (سری E۴) (۱۹۴۷ - ۱۹۴۸) | نسخه چهارم (سری E۴) (۱۹۴۷ - ۱۹۴۸) |
| نگاره                                | نگاره                             | ارزش                              | ابعاد                             | رنگ اصلی                          | شرح                               | شرح                               | تاریخ                             | تاریخ                             |                                   |
| رو                                   | پشت                               | ارزش                              | ابعاد                             | رنگ اصلی                          | رو                                | پشت                               | آغاز چاپ                          | پایان چاپ                         |                                   |
| ------------------------------------ | --------------------------------- | --------------------------------- | --------------------------------- | --------------------------------- | --------------------------------- | --------------------------------- | --------------------------------- | --------------------------------- | --------------------------------- |
|                                      |                                   | ₺۱۰                               | ۷۵ × ۱۶۵ mm                       | قرمز                              | پرتره عصمت اینونو                 | چشمه سلطان احمد                   | ۱۷ فوریه ۱۹۴۷                     | ۲ ژوئن ۱۹۵۲                       |                                   |
|                                      |                                   | ₺۱۰۰                              | ۸۳ × ۱۸۱ mm                       | سبز                               | پرتره عصمت اینونو                 | نمایی ازروملی حصار                | ۱۸ ژوئیه ۱۹۴۷                     | ۱۰ اکتبر ۱۹۵۲                     |                                   |
| منابع: TCMB - Turkish Banknotes.info |                                   |                                   |                                   |                                   |                                   |                                   |                                   |                                   |                                   |

### نسخه پنجم
| نسخه پنجم (سری E۵) (۱۹۵۲ - ۱۹۷۱)     | نسخه پنجم (سری E۵) (۱۹۵۲ - ۱۹۷۱) | نسخه پنجم (سری E۵) (۱۹۵۲ - ۱۹۷۱) | نسخه پنجم (سری E۵) (۱۹۵۲ - ۱۹۷۱) | نسخه پنجم (سری E۵) (۱۹۵۲ - ۱۹۷۱) | نسخه پنجم (سری E۵) (۱۹۵۲ - ۱۹۷۱) | نسخه پنجم (سری E۵) (۱۹۵۲ - ۱۹۷۱)      | نسخه پنجم (سری E۵) (۱۹۵۲ - ۱۹۷۱) | نسخه پنجم (سری E۵) (۱۹۵۲ - ۱۹۷۱) | نسخه پنجم (سری E۵) (۱۹۵۲ - ۱۹۷۱) |
| نگاره                                | نگاره                            | ارزش                             | ابعاد                            | رنگ اصلی                         | شرح                              | شرح                                   | تاریخ                            | تاریخ                            |                                  |
| رو                                   | پشت                              | ارزش                             | ابعاد                            | رنگ اصلی                         | رو                               | پشت                                   | آغاز چاپ                         | پایان چاپ                        |                                  |
| ------------------------------------ | -------------------------------- | -------------------------------- | -------------------------------- | -------------------------------- | -------------------------------- | ------------------------------------- | -------------------------------- | -------------------------------- | -------------------------------- |
|                                      |                                  | ۲٫۵₺                             | ۶۵ × ۱۴۵ mm                      | ارغوانی روشن مایل به قرمز        | پرتره آتاترک                     | ساختمان پیشین بانک مرکزی جمهوری ترکیه | ۱۵ ژوئیه ۱۹۵۲                    | ۲۰ اکتبر ۱۹۶۶                    |                                  |
|                                      |                                  | ۵₺                               | ۶۸ × ۱۵۰ mm                      | آبی                              | پرتره آتاترک                     | دختران روستایی در حال جمع‌آوری فندق    | ۱۰ نوامبر ۱۹۵۲                   | ۸ ژانویه ۱۹۶۸                    |                                  |
|                                      |                                  | ۱۰₺                              | ۷۱ × ۱۵۵ mm                      | سبز                              | پرتره آتاترک                     | پل مجیدیه                             | ۲ ژوئن ۱۹۵۲                      | ۴ ژوئیه ۱۹۶۶                     |                                  |
|                                      |                                  | ₺۵۰                              | ۷۴ × ۱۶۰ mm                      | قهوه‌ای                           | پرتره آتاترک                     | بنای یادبود پیروزی (آنکارا)           | ۱ دسامبر ۱۹۵۱                    | ۷ مه ۱۹۷۹                        |                                  |
|                                      |                                  | ₺۱۰۰                             | ۸۰ × ۱۷۰ mm                      | سبز زیتونی                       | پرتره آتاترک                     | نمایی از پارک جوانان                  | ۱۰ اکتبر ۱۹۵۲                    | ۱۲ آوریل ۱۹۷۶                    |                                  |
|                                      |                                  | ₺۵۰۰                             | ۸۰ × ۱۷۰ mm                      | قهوه‌ای                           | پرتره آتاترک                     | مسجد سلطان احمد و هرم‌سنگ تئودوسیوس    | ۱۵ آوریل ۱۹۵۳                    | ۱ سپتامبر ۱۹۷۶                   |                                  |
|                                      |                                  | ₺۱,۰۰۰                           | ۸۰ × ۱۷۰ mm                      | ارغوانی روشن                     | پرتره آتاترک                     | نمایی ازروملی حصار                    | ۱۵ آوریل ۱۹۵۳                    | ۷ مه ۱۹۷۹                        |                                  |
| منابع: TCMB - Turkish Banknotes.info |                                  |                                  |                                  |                                  |                                  |                                       |                                  |                                  |                                  |

### نسخه ششم
| نسخه ششم (سری E۶) (۱۹۶۶–۱۹۸۳)        | نسخه ششم (سری E۶) (۱۹۶۶–۱۹۸۳) | نسخه ششم (سری E۶) (۱۹۶۶–۱۹۸۳) | نسخه ششم (سری E۶) (۱۹۶۶–۱۹۸۳) | نسخه ششم (سری E۶) (۱۹۶۶–۱۹۸۳) | نسخه ششم (سری E۶) (۱۹۶۶–۱۹۸۳) | نسخه ششم (سری E۶) (۱۹۶۶–۱۹۸۳) | نسخه ششم (سری E۶) (۱۹۶۶–۱۹۸۳) | نسخه ششم (سری E۶) (۱۹۶۶–۱۹۸۳) | نسخه ششم (سری E۶) (۱۹۶۶–۱۹۸۳) |
| نگاره                                | نگاره                         | ارزش                          | ابعاد                         | رنگ اصلی                      | شرح                           | شرح                           | تاریخ                         | تاریخ                         |                               |
| رو                                   | پشت                           | ارزش                          | ابعاد                         | رنگ اصلی                      | رو                            | پشت                           | آغاز چاپ                      | پایان چاپ                     |                               |
| ------------------------------------ | ----------------------------- | ----------------------------- | ----------------------------- | ----------------------------- | ----------------------------- | ----------------------------- | ----------------------------- | ----------------------------- | ----------------------------- |
|                                      |                               | ₺۵                            | ۱۳۵ × ۶۰ mm                   | ارغوانی روشن                  | پرتره آتاترک                  | نمایی از آبشار ماناوگات       | ۸ ژانویه ۱۹۶۸                 | ۱۶ مه ۱۹۸۳                    |                               |
|                                      |                               | ₺۱۰                           | ۱۴۰ × ۶۵                      | سبز زیتونی                    | پرتره آتاترک                  | قلعه دختر (استانبول)          | ۴ ژوئیه ۱۹۶۶                  | ۲۱ سپتامبر ۱۹۸۱               |                               |
|                                      |                               | ₺۲۰                           | ۱۴۳ × ۶۶ mm                   | قرمز                          | پرتره آتاترک                  | آنیت‌کابیر                     | ۱۵ ژوئن ۱۹۶۶                  | ۲۱ اوت ۱۹۸۷                   |                               |
|                                      |                               | ₺۵۰                           | ۱۶۰ × ۷۱ mm                   | قهوه‌ای روشن                   | پرتره آتاترک                  | چشمه مرمر در کاخ توپقاپی      | ۹ آوریل ۱۹۷۶                  | ۲۱ اوت ۱۹۸۷                   |                               |
|                                      |                               | ₺۱۰۰                          | ۱۷۰ × ۷۷ mm                   | رو: سبز پشت: قهوه‌ای           | پرتره آتاترک                  | کوه آرارات                    | ۱۵ مه ۱۹۷۲                    | ۵ ه م ۱۹۸۶                    |                               |
|                                      |                               | ₺۵۰۰                          | ۱۷۰ × ۸۰ mm                   | سبز زیتونی و آبی              | پرتره آتاترک                  | ورودی دانشگاه استانبول        | ۱ سپتامبر ۱۹۷۱                | ۱۵ ژوئن ۱۹۸۴                  |                               |
|                                      |                               | ₺۱,۰۰۰                        | ۱۷۰ × ۸۲ mm                   | بنفش                          | پرتره آتاترک                  | پل بسفر                       | ۲۹ مه ۱۹۷۸                    | ۲۹ سپتامبر ۱۹۸۶               |                               |
| منابع: TCMB - Turkish Banknotes.info |                               |                               |                               |                               |                               |                               |                               |                               |                               |

### نسخه هفتم
| نسخه هفتم (سری E۷) (۱۹۷۹ - ۱۹۸۹)     | نسخه هفتم (سری E۷) (۱۹۷۹ - ۱۹۸۹) | نسخه هفتم (سری E۷) (۱۹۷۹ - ۱۹۸۹) | نسخه هفتم (سری E۷) (۱۹۷۹ - ۱۹۸۹) | نسخه هفتم (سری E۷) (۱۹۷۹ - ۱۹۸۹) | نسخه هفتم (سری E۷) (۱۹۷۹ - ۱۹۸۹) | نسخه هفتم (سری E۷) (۱۹۷۹ - ۱۹۸۹)                                                | نسخه هفتم (سری E۷) (۱۹۷۹ - ۱۹۸۹) | نسخه هفتم (سری E۷) (۱۹۷۹ - ۱۹۸۹) | نسخه هفتم (سری E۷) (۱۹۷۹ - ۱۹۸۹) |
| نگاره                                | نگاره                            | ارزش                             | ابعاد                            | رنگ اصلی                         | شرح                              | شرح                                                                             | تاریخ                            | تاریخ                            |                                  |
| رو                                   | پشت                              | ارزش                             | ابعاد                            | رنگ اصلی                         | رو                               | پشت                                                                             | آغاز چاپ                         | پایان چاپ                        |                                  |
| ------------------------------------ | -------------------------------- | -------------------------------- | -------------------------------- | -------------------------------- | -------------------------------- | ------------------------------------------------------------------------------- | -------------------------------- | -------------------------------- | -------------------------------- |
|                                      |                                  | ₺۱۰                              | ۱۲۲ × ۵۵ mm                      | صورتی و سبز زیتونی               | پرتره آتاترک                     | گروهی دانش‌آموز که به آتاترک گل می‌دهند                                           | ۲۵ دسامبر ۱۹۷۹                   | ۲۱ اوت ۱۹۸۷                      |                                  |
|                                      |                                  | ₺۱۰۰                             | ۱۳۱ × ۶۱ mm                      | ارغوانی و قهوه‌ای                 | پرتره آتاترک                     | قلعه آنکارا، پرتره محمد عاکف ارسوی، خانه موزه شده او و دو بند نخست مارش استقلال | ۲۶ دسامبر ۱۹۸۳                   | ۲۱ اوت ۱۹۸۹                      |                                  |
|                                      |                                  | ₺۵۰۰                             | ۱۴۰ × ۷۲ mm                      | آبی                              | پرتره آتاترک                     | برج ساعت ازمیر                                                                  | ۱ وئیه ۱ ۱۹۸۳                    | ۲۱ اوت ۱۹۸۹                      |                                  |
|                                      |                                  | ₺۱,۰۰۰                           | ۱۴۰ × ۷۲ mm                      | بنفش                             | پرتره آتاترک                     | محمد دوم و استانبول                                                             | ۳۱ مارس ۱۹۸۶                     | ۳ اوت ۱۹۹۲                       |                                  |
| 1. versiyon                          | 1. versiyon                      | ₺۵,۰۰۰                           | ۱۴۰ × ۷۲ mm                      | قهوه‌ای، نارنجی و آبی             | پرتره آتاترک                     | موزه و تصویر مولوی                                                              | ۲ نوامبر ۱۹۸۱                    | ۳۱ ژانویه ۱۹۹۴                   |                                  |
| 2. ve 3. versiyon                    | 2. ve 3. versiyon                | ₺۵,۰۰۰                           | ۱۴۶ × ۷۲ mm                      | قهوه‌ای و سبز                     | پرتره آتاترک                     | موزه و تصویر مولوی                                                              | ۲۹ ژوئیه ۱۹۸۵                    | ۳۱ ژانویه ۱۹۹۴                   |                                  |
| 4. versiyon                          | 4. versiyon                      | ₺۵,۰۰۰                           | ۱۴۶ × ۷۲ mm                      | قهوه‌ای و سبز                     | پرتره آتاترک                     | نیروگاه حرارتی افشین البستان                                                    | ۲۸ مه ۱۹۹۰                       | ۳۱ ژانویه ۱۹۹۴                   |                                  |
|                                      |                                  | ₺۱۰,۰۰۰                          | ۱۴۶ × ۷۲ mm                      | رو: بنفش و سبز پشت: سبز          | پرتره آتاترک                     | معمار سنان و مسجد سلیمیه                                                        | ۲۵ اکتبر ۱۹۸۲                    | ۱۵ دسامبر ۱۹۹۵                   |                                  |
|                                      |                                  | ₺۲۰,۰۰۰                          | ۱۵۲ × ۷۶ mm                      | رو: عنابی پشت: بنفش              | پرتره آتاترک                     | ساختمان مدیریت عمومی بانک مرکزی آنکارا                                          | ۹ مه ۱۹۸۸                        | ۹ سپتامبر ۱۹۹۷                   |                                  |
|                                      |                                  | ₺۵۰,۰۰۰                          | ۱۵۲ × ۷۶ mm                      | سبز                              | پرتره آتاترک                     | مجلس ملی کبیر ترکیه                                                             | ۱۵ مه ۱۹۸۹                       | ۵ دسامبر ۱۹۹۹                    |                                  |
| منابع: TCMB - Turkish Banknotes.info |                                  |                                  |                                  |                                  |                                  |                                                                                 |                                  |                                  |                                  |

#### نسخه هفتم
سال ۱۹۹۰
| نسخه هفتم (سری E۷) (۱۹۹۰–۲۰۰۵)       | نسخه هفتم (سری E۷) (۱۹۹۰–۲۰۰۵) | نسخه هفتم (سری E۷) (۱۹۹۰–۲۰۰۵) | نسخه هفتم (سری E۷) (۱۹۹۰–۲۰۰۵) | نسخه هفتم (سری E۷) (۱۹۹۰–۲۰۰۵)  | نسخه هفتم (سری E۷) (۱۹۹۰–۲۰۰۵) | نسخه هفتم (سری E۷) (۱۹۹۰–۲۰۰۵)        | نسخه هفتم (سری E۷) (۱۹۹۰–۲۰۰۵) | نسخه هفتم (سری E۷) (۱۹۹۰–۲۰۰۵) | نسخه هفتم (سری E۷) (۱۹۹۰–۲۰۰۵) |
| نگاره                                | نگاره                          | ارزش                           | ابعاد                          | رنگ اصلی                        | شرح                            | شرح                                   | تاریخ                          | تاریخ                          |                                |
| رو                                   | پشت                            | ارزش                           | ابعاد                          | رنگ اصلی                        | رو                             | پشت                                   | آغاز چاپ                       | پایان چاپ                      |                                |
| ------------------------------------ | ------------------------------ | ------------------------------ | ------------------------------ | ------------------------------- | ------------------------------ | ------------------------------------- | ------------------------------ | ------------------------------ | ------------------------------ |
|                                      |                                | ₺۱۰۰,۰۰۰                       | ۱۵۸ × ۷۶ mm                    | قهوه‌ای و سبز                    | پرتره آتاترک                   | گروهی دانش‌آموز که به آتاترک گل می‌دهند | ۱۱ دسامبر ۱۹۹۱                 | ۴ نوامبر ۲۰۰۱                  |                                |
|                                      |                                | ₺۲۵۰,۰۰۰                       | ۱۵۸ × ۷۶ mm                    | آبی                             | پرتره آتاترک                   | برج قرمز                              | ۲ اکتبر ۱۹۹۲                   | ۱ ژانویه ۲۰۰۶                  |                                |
|                                      |                                | ₺۵۰۰,۰۰۰                       | ۱۶۰ × ۷۶ mm                    | بنفش                            | پرتره آتاترک                   | یادمان شهیدان چناق‌قلعه                | ۱۸ مارس ۱۹۹۳                   | ۱ ژانویه ۲۰۰۶                  |                                |
|                                      |                                | ₺۱,۰۰۰,۰۰۰                     | ۱۶۰ × ۷۶ mm                    | عنابی و آبی                     | پرتره آتاترک                   | سد آتاترک و نیروگاه برق آبی           | ۱۶ ژانویه ۱۹۹۵                 | ۱ ژانویه ۲۰۰۶                  |                                |
|                                      |                                | ₺۵,۰۰۰,۰۰۰                     | ۱۶۲ × ۷۶ mm                    | زرد پاستلی و قهوه‌ای مایل به سبز | پرتره آتاترک                   | آنیت‌کابیر                             | ۶ ژانویه ۱۹۹۷                  | ۱ ژانویه ۲۰۰۶                  |                                |
|                                      |                                | ₺۱۰,۰۰۰,۰۰۰                    | ۱۶۲ × ۷۶ mm                    | رو: قرمز پشت: آبی و قرمز        | پرتره آتاترک                   | نقشه پیری رییس                        | ۵ نوامبر ۱۹۹۹                  | ۱ ژانویه ۲۰۰۶                  |                                |
|                                      |                                | ₺۲۰,۰۰۰,۰۰۰                    | ۱۶۲ × ۷۶ mm                    | سبز                             | پرتره آتاترک                   | شهر باستانی افسوس                     | ۵ نوامبر ۲۰۰۱                  | ۱ ژانویه ۲۰۰۶                  |                                |
| منابع: TCMB - Turkish Banknotes.info |                                |                                |                                |                                 |                                |                                       |                                |                                |                                |

### نسخه هشتم
در پی تورم شدید در تاریخ ۳۱ ژانویه ۲۰۰۵ لیرهٔ جدید یا لیرهٔ نو ترکیه یا به اختصار YTL که به ترکی استانبولی مخفف (Yeni Türk Lirası) می‌باشد، با حذف ۶ صفر از نسخه پیشین معرفی شد. تورم لیره نو ۸٫۸ درصد در سال بود.
| نسخه هشتم (سری E۸) (۲۰۰۵ - ۲۰۰۹)     | نسخه هشتم (سری E۸) (۲۰۰۵ - ۲۰۰۹) | نسخه هشتم (سری E۸) (۲۰۰۵ - ۲۰۰۹) | نسخه هشتم (سری E۸) (۲۰۰۵ - ۲۰۰۹) | نسخه هشتم (سری E۸) (۲۰۰۵ - ۲۰۰۹)     | نسخه هشتم (سری E۸) (۲۰۰۵ - ۲۰۰۹) | نسخه هشتم (سری E۸) (۲۰۰۵ - ۲۰۰۹) | نسخه هشتم (سری E۸) (۲۰۰۵ - ۲۰۰۹) | نسخه هشتم (سری E۸) (۲۰۰۵ - ۲۰۰۹) | نسخه هشتم (سری E۸) (۲۰۰۵ - ۲۰۰۹) |
| نگاره                                | نگاره                            | ارزش                             | ابعاد                            | رنگ اصلی                             | شرح                              | شرح                              | تاریخ                            | تاریخ                            |                                  |
| رو                                   | پشت                              | ارزش                             | ابعاد                            | رنگ اصلی                             | رو                               | پشت                              | آغاز چاپ                         | پایان چاپ                        |                                  |
| ------------------------------------ | -------------------------------- | -------------------------------- | -------------------------------- | ------------------------------------ | -------------------------------- | -------------------------------- | -------------------------------- | -------------------------------- | -------------------------------- |
|                                      |                                  | ₺۱                               | ۱۶۰ × ۷۶ mm                      | عنابی و آبی                          | پرتره آتاترک                     | سد آتاترک و نیروگاه برق آبی      | ۱ ژانویه ۲۰۰۵                    | ۱ ژانویه ۲۰۱۰                    |                                  |
|                                      |                                  | ₺۵                               | ۱۶۲ × ۷۶ mm                      | زرد پاستلی و قهوه‌ای مایل به سبز      | پرتره آتاترک                     | آنیت‌کابیر                        | ۱ ژانویه ۲۰۰۵                    | ۱ ژانویه ۲۰۱۰                    |                                  |
|                                      |                                  | ₺۱۰                              | ۱۶۲ × ۷۶                         | رو: قرمز پشت: بنفش و قرمز            | پرتره آتاترک                     | نقشه پیری رییس                   | ۱ ژانویه ۲۰۰۵                    | ۱ ژانویه ۲۰۱۰                    |                                  |
|                                      |                                  | ₺۲۰                              | ۱۶۲ × ۷۶ mm                      | سبز                                  | پرتره آتاترک                     | شهر باستانی افسوس                | ۱ ژانویه ۲۰۰۵                    | ۱ ژانویه ۲۰۱۰                    |                                  |
|                                      |                                  | ₺۵۰                              | ۱۵۲ × ۸۱ mm                      | رو: نارنجی پشت: قهوه‌ای روشن و نارنجی | پرتره آتاترک                     | کاپادوکیه                        | ۱ ژانویه ۲۰۰۵                    | ۱ ژانویه ۲۰۱۰                    |                                  |
|                                      |                                  | ₺۱۰۰                             | ۱۵۸ × ۸۱ mm                      | آبی                                  | پرتره آتاترک                     | سرای اسحاق پاشا                  | ۱ ژانویه ۲۰۰۵                    | ۱ ژانویه ۲۰۱۰                    |                                  |
| منابع: TCMB - Turkish Banknotes.info |                                  |                                  |                                  |                                      |                                  |                                  |                                  |                                  |                                  |

### نسخه نهم
از آغاز سال ۲۰۰۹ میلادی واحد پول ترکیه که به صورت موقت لیرهٔ جدید ترک نامیده می‌شد، دوباره به لیره ترک (به ترکی استانبولی: Türk Lirası) بازگشت.
|  |  | ₺۵   | ۱۳۰ × ۶۴ |  | قهوه‌ای | پرتره آتاترک | آیدین ساییلی: سامانه خورشیدی، اتم، دی‌ان‌ای                                                            | پرتره آتاترک، بها | ۱ ژانویه ۲۰۰۹ |
|  |  | ₺۵   | ۱۳۰ × ۶۴ |  | بنفش   | پرتره آتاترک | آیدین ساییلی: سامانه خورشیدی، اتم، دی‌ان‌ای                                                            | پرتره آتاترک، بها | ۸ آوریل ۲۰۱۳  |
|  |  | ₺۱۰  | ۱۳۶ × ۶۴ |  | قرمز   | پرتره آتاترک | جاهد آرف: ناوردای آرف، مجموعه حساب، چرتکه، دنباله دوگانه                                             | پرتره آتاترک، بها | ۱ ژانویه ۲۰۰۹ |
|  |  | ₺۲۰  | ۱۴۲ × ۶۸ |  | سبز    | پرتره آتاترک | معمار کمال‌الدین: ساختمان اصلی دانشگاه غازی، آباره، موتیف دایره‌ای و سیلندر مکعبی-کروی به نشانه معماری | پرتره آتاترک، بها | ۱ ژانویه ۲۰۰۹ |
|  |  | ₺۵۰  | ۱۴۸ × ۶۸ |  | نارنجی | پرتره آتاترک | فاطمه عالیه: گل و ابزارهای ادبی                                                                      | پرتره آتاترک، بها | ۱ ژانویه ۲۰۰۹ |
|  |  | ₺۱۰۰ | ۱۵۴ × ۷۲ |  | آبی    | پرتره آتاترک | بخوری‌زاده عطری: نت‌های موسیقی، چند ساز و فیگور طریقت مولویه                                           | پرتره آتاترک، بها | ۱ ژانویه ۲۰۰۹ |
|  |  | ₺۲۰۰ | ۱۶۰ × ۷۲ |  | صورتی  | پرتره آتاترک | یونس امره: آرامگاه یونس امره، گل رز، کبوتر و مصراع «دوست بداریم، دوست داشته شویم»                    | پرتره آتاترک، بها | ۱ ژانویه ۲۰۰۹ |

## ارزها با بیشترین چرخش در بازار جهان
| رتبه       | ارزها         | کد ایزو ۴۲۱۷ (نشان) | ٪ سهم روزانه (۱۶ سپتامبر ۲۰۱۹) |
| ---------- | ------------- | ------------------- | ------------------------------ |
| ۱          | دلار آمریکا   | USD (US$)           | ۸۸٫۳%                          |
| ۲          | یورو          | EUR (€)             | ۳۲٫۳٪                          |
| ۳          | ین ژاپن       | JPY (¥)             | ۱۶٫۸٪                          |
| ۴          | پوند استرلینگ | GBP (£)             | ۱۲٫۸٪                          |
| ۵          | دلار استرالیا | AUD (A$)            | ۶٫۸٪                           |
| ۶          | دلار کانادا   | CAD (C$)            | ۵٫۰٪                           |
| ۷          | فرانک سوئیس   | CHF (Fr)            | ۵٫۰٪                           |
| ۸          | یوان چین      | CNY (元)            | ۴٫۳٪                           |
| ۹          | دلار هنگ کنگ  | HKD (HK$)           | ۳٫۵٪                           |
| ۱۰         | دلار نیوزیلند | NZD (NZ$)           | ۲٫۱٪                           |
| ۱۱         | کرون سوئد     | (kr) SEK            | ۲٫۰٪                           |
| ۱۲         | وون کره جنوبی | (₩) KRW             | ۲٫۰٪                           |
| ۱۳         | دلار سنگاپور  | SGD (S$)            | ۱٫۸%                           |
| ۱۴         | کرون نروژ     | NOK (kr)            | ۱٫۸٪                           |
| ۱۵         | پزو مکزیک     | MXN ($)             | ۱٫۷٪                           |
| دیگر ارزها | دیگر ارزها    | دیگر ارزها          | ۱۳٫۸٪                          |
| جمع کل     | جمع کل        | جمع کل              | ۲۰۰٪                           |

## نرخ کنونی ارز
لیر ترکیه، جزء بی ارزش‌ترین پول‌های جهان در میان ارزهای بین‌المللی در سال 2023 قرار گرفته است.